# Kirara

Kirara (珊瑚, Kirara, in limba romana Mică)  este un personaj ficțional din seria anime și manga InuYasha, creată deRumiko Takahashi și este unul din protagoniștii seriilor InuYasha.